# 基恩 (紐約州)
基恩（英語：Keene）是一個位於美國紐約州艾塞克斯縣的鎮。

## 人口
根據2020年美國人口普查的數據，基恩的面積為405.64平方千米，當中陸地面積為403.89平方千米，而水域面積為1.75平方千米。當地共有人口1144人，而人口密度為每平方千米3人。